# Ernst Bettermann
Ernst Bettermann (* 27. August 1903 in Gelsenkirchen-Schalke; † 30. Juni 1983 in Bramsche) war ein deutscher Politiker (SPD, später Landwirte-Partei) und Landwirt.

## Leben und Wirken
Nach der Volksschule war Bettermann in einigen landwirtschaftlichen Betrieben tätig und besuchte zwischen 1924 und 1926 die Ackerbauschule in Quakenbrück. Er absolvierte 1926 erfolgreich die Prüfung vor der Landwirtschaftskammer.
Politisch war er seit 1920 tätig. Bettermann war ab 1926 einige Jahre Vorsitzender des sozialdemokratischen Nordwestdeutschen Heuerleute- und Kleinbauernbundes. Er war Mitbegründer der Freien Landjugend und wurde im Jahr 1937 verhaftet. Nach Kriegsende wurde er 1945 Schiedsmann für die Gemeinden Rieste und Bieste und übernahm die Leitung der Wohnungs- und Flüchtlingskommission. Er wurde Vorsitzender eines Ortsvereins der SPD und mitbegründete im Jahr 1947 den Bauern-, Pächter- und Siedlerbund Niedersachsen e. V. Zugleich wurde er Vorsitzender des Osnabrücker Bezirksverbandes und 2. Landesvorsitzender.
Im Jahr 1945 wurde Bettermann in den Gemeinderat  gewählt. 1946 wurde er ernanntes Mitglied des Hannoverschen Landtages, dem er vom 23. August 1946 bis zum 29. Oktober 1946 angehörte. Von 1947 bis 1955 war er gewählter niedersächsischer Landtagsabgeordneter des Wahlkreises 86 für die SPD des Landtages der 1. und 2. Wahlperiode zwischen dem 20. April 1947 und dem 5. Mai 1955.
Seit dem 30. Januar 1955 war er nicht mehr Mitglied der SPD-Fraktion, sondern fraktionsloser Abgeordneter. Ab dem 7. Februar 1955 gehörte er dann der Landwirte-Partei (LP) an. Vom 7. Januar 1954 bis 30. Dezember 1954 war er außerdem Landrat des Kreises Bersenbrück. Später engagierte er sich in der Deutschen Friedensunion, für die er bei der Bundestagswahl 1961 erfolglos auf der niedersächsischen Landesliste kandidierte.
Ernst Bettermann lebte in Rieste im Landkreis Osnabrück. Er starb am 30. Juni 1983 im Alter von 79 Jahren in Bramsche.

## Gedenken
In seiner Zeit als Landtagsabgeordneter hatte sich Bettermann ab 1952 intensiv für die Gründung der Ortschaft Lappenstuhl eingesetzt. Dort wurde zwei Jahre nach seinem Tod ihm zu Ehren 1985 der „Ernst-Bettermann-Platz“ angelegt und nach ihm benannt. 